# アイアンメイデン (グラディウス)
アイアンメイデン（IRON MAIDEN）とは、コナミのシューティングゲーム『グラディウスシリーズ』に登場するバクテリアン軍の兵器。文献によっては「アイアンメーデン」の表記もある。

## 概要
初出は第1作『グラディウス』ステージ4の中ボスで、ボスのビッグコアの直前に集団で登場し、ジグザグと直線を交えた動きを持って、自機ビックバイパーに高速で回転しながら突進してくる特攻兵器である。耐久力が高い中型雑魚であり、その高速スピードでの体当たりはシールドを持っていても防ぐことは不可能で、接触される前に破壊することが必要な敵キャラクター。自機の装備が完全、もしくはパターンを掴まないと突破することはほぼ不可能な強敵である。
『グラディウス』では「ゼロス傘型円盤」と称されている。その外観は傘布を開いた傘状である。本体上部にドームがあり、その中にはコアのようなものが見える。ドーム下部にあるフィンを右側（反時計回り）に回転させながら移動する。武装は施されていない。
グラディウスシリーズでは、中ボスとして登場することが多いが、登場作品自体はあまり多くない。また、『沙羅曼蛇』では最終面に登場する雑魚キャラとなっており、他の作品のような中型雑魚ではない。

## 登場作品

### グラディウス
アイアンメイデン
AC版・MSX版ステージ4の終盤の逆火山のゴールに中ボスとして登場。前方（画面右）より現れ、上下の地形に沿いながら画面をほぼ1周し、自機のいるX軸に沿って体当たりしてくる。移動速度は、自機のパワーアップや周期などの難易度によって異なる。火山の間にスクランブルハッチのダグムがいるので、ダグムが放つラッシュとの同時攻撃に対処しなければならない。基本的に全機撃破しないとビッグコアと戦えないが、自機が死んで、ランクが下がっている場合には、ビッグコアの登場の際にバグで消えてしまう事がある。
FC版では容量関係でカットされており、ステージ4ラストは、ステージ1ラストのそれと同じ火山噴火。

### 沙羅曼蛇
アイアンメイデン
沙羅曼蛇最終面のステージ6に登場。この作品では、機体が小型化されており、ただの雑魚キャラクターである。要塞内部の壁（画面左右）に配置されており、自機が接近すると、機体を展開し、通常弾を撃ちながら跳躍、途中で機体の向きを変えながら向かいの壁へ着地する。撃破しないとしつこく追尾してくる。
ファミコン版最終ステージにも登場。なお、アイアンメイデンがファミコン版に登場したのは本作のみ。
『ライフフォース』では、グラフィックがモアイに差し替えられている。

### グラディウスIII
ゴドレイ
ステージ3の終盤の逆火山地帯に登場。画面右下の地形から現れる以外、動き方は『グラディウス』のアイアンメイデンと同じである。同じく逆火山地帯でかつ、スクランブルハッチとの同時攻撃に合わせて対処しなければならなくなる。ドーム部を岩石で隠している。
SFC版でも登場しているが、アーケード版よりもスピードが遅く、本機の登場とともにボス戦BGMが挿入されるように変更されている。
AC版およびSFC版の製作スタッフのひとりである三好威正によると、自身が『グラディウス』のアイアンメイデンを好きだったため、趣味として登場させたと後年語っている。また、岩石のカモフラージュは、突然飛び出してくることを想定してのことだったが、最終的に『グラディウス』と同じような登場の仕方になってしまったことも明かしている。

### グラディウス リバース
アイアンメイデン
ステージ1で、とある敵を撃破してステージ内を氷結状態した場合、終盤に中ボスとして登場する。2つある火山のうち、右側のものは出撃ハッチになっており、山頂はドーム部に岩石のカモフラージュをしたアイアンメイデンである。山頂のアイアンメイデンが飛び出すと、火山から次々と出撃してくる。最初の1機以外は、岩石のカモフラージュをしていない。デザインは『グラディウス』のものとほぼ同じだが、これよりもドーム部が大きめで、丸み帯びている。

### ネメシス
アンブ
ステージ4の中ボス。他のアイアンメイデンに比べると、機体は大きめで、頭部が横に広い。前方と後方より、それぞれ2機ずつ、合計4機登場。前から来る機体は上の地形、後方からの機体は下の地形を一定間隔で跳躍しながら通常弾を2つばら撒く。その攻撃方法はジャンパーに酷似している。

### ネメシス'90改
アイアンメイデン
巨像惑星面に、機体が小型な雑魚として登場。地形の上下に設置されたハッチから6機連続で出撃し、機体を回転させながらゆっくりと鉛直方向に移動する。

### パロディウスだ!
アイアンメイデンMkIII
ステージ9「ナイト・オブ・リビングデッド」のゴールに登場。墓場モチーフのステージに合わせて、から傘お化けとなって登場。動きもアイアンメイデンと同じで、地形下に居る髑髏との攻撃に合わせて対処しなければならなくなる。
GB版、FC版以外の移植作品で、お化け屋敷ステージ全てに登場する。

## 番外作品

### 月風魔伝
アイアンメイデンと似た動きをする敵として、「鬼面般若（きめんはんにゃ）」という空中敵が登場。般若の面が空中を回転しながら高速で飛んできて、グラディウスと同じく、主人公月風魔のX座標に降下してきて、そのまま回転しながら体当たりしてくる。後述の『コナミワイワイワールド』の地獄面（月風魔ステージ）にも登場する。

### コナミワイワイワールド
コナミワイワイワールドのキングコング面で、巨大なアイアンメイデンが登場。ボスキャラに匹敵する体躯でプレイヤーキャラに迫って来る。

## 参考
- 『沙羅曼蛇』（ファミコン版）説明書　コナミ　1987
- 『グラディウスⅢ』（スーパーファミコン版）説明書 コナミ　1990
- 『ザ・ベストゲーム』　新声社　1991